# جوليانا هاركافي
جوليانا جاي هاركافي (بالإنجليزية: Juliana Jay Harkavy)‏ (من مواليد 1 يناير 1985 في نيويورك، الولايات المتحدة) هي ممثلة أمريكية.

## روابط خارجية
- جوليانا هاركافي على موقع IMDb (الإنجليزية)
- جوليانا هاركافي على موقع ميتاكريتيك (الإنجليزية)
- جوليانا هاركافي على موقع روتن توميتوز (الإنجليزية)
- جوليانا هاركافي على موقع قاعدة بيانات الأفلام العربية
- جوليانا هاركافي على موقع ألو سيني (الفرنسية)
- جوليانا هاركافي على موقع أول موفي (الإنجليزية)
- جوليانا هاركافي على موقع قاعدة بيانات الفيلم (الإنجليزية)
- جوليانا هاركافي على موقع كينوبويسك (الروسية)